# Tokamak

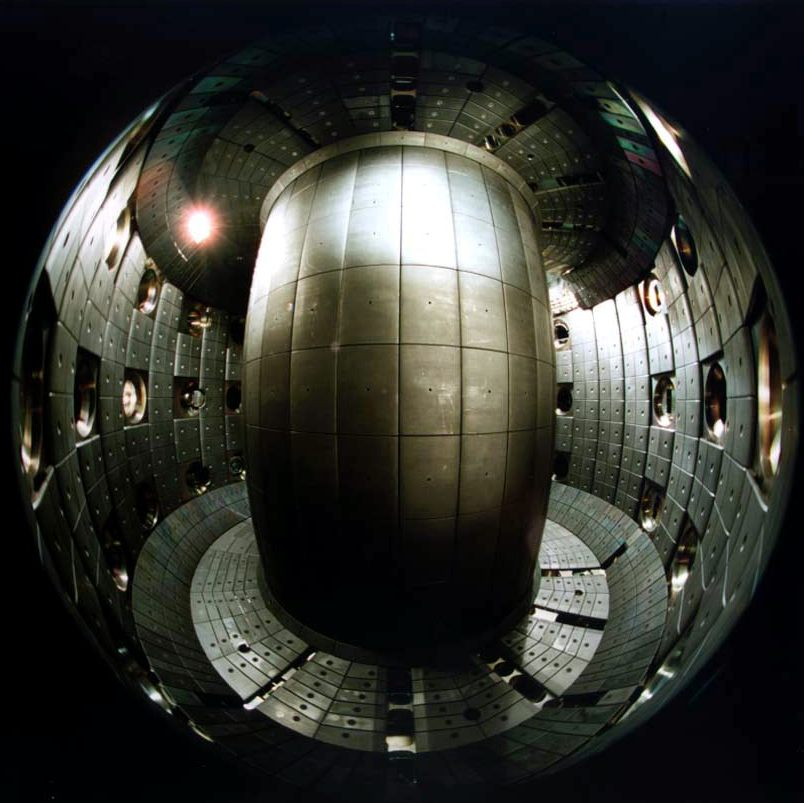
Interiör av en tokamak

En tokamak är en specifik konstruktion för inneslutning av plasma med ett toroidalt magnetfält för termonukleär fusion.
Maskinen uppfanns på 1950-talet av de sovjetiska fysikerna Igor Jevgenjevitj Tamm och Andrej Sacharov, vilka i sin tur blev inspirerade av en originalidé från Oleg Lavrentjev.).

## Etymologi
Ordet tokamak kommer från ryskans Токамак, en akronym av: "тороидальная камера в магнитных катушках" (toroidal'naja kamera v magnitnych katusjkach) — toroidal kammare i magnetiska spolar (på engelska ibland även Tochamac, toroidal chamber in magnetic coils).

## Toroidal inneslutning

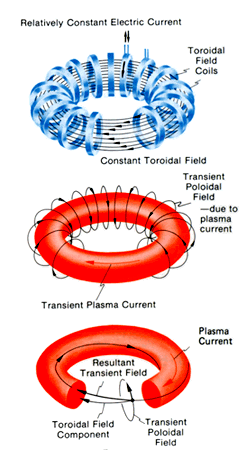
Tokamakens magnetfält och strömmar

Tokamaken åtföljs av stellaratorns design, en annan toroidal magnetisk inneslutningsanordning, som har en diskret, ofta femfaldig rotationssymmetri. Denna form tar hänsyn till plasmats hydrodynamik, så att alla de inneslutande magnetfälten produceras av externa spolar, som inte kräver att någon hög ström induceras i plasmat för att hålla det i önskad form. Den är å andra sidan mer utmanande i sin konstruktion.
Joner och elektroner i centrum av ett fusionsplasma har mycket höga temperaturer, vilket innebär motsvarande stora hastigheter. För att bibehålla fusionsprocessen, måste partiklar från det heta plasmat hållas i den centrala regionen, annars kommer plasmat snabbt att kylas av. Magnetisk inneslutning i fusionsanläggningar utnyttjar det faktum att laddade partiklar i ett magnetfält känner en Lorentzkraft och följer spiralformiga banor längs fältlinjerna.

## Plasmats upphettning
I en idrifttagen fusionsreaktor kommer en del av den alstrade energin att användas för att upprätthålla plasmatemperaturen, när nytt deuterium och tritium förs in. Vid uppstarten av en reaktor, antingen från början eller efter en tillfällig avstängning, kommer dock plasmat att behöva värmas upp till sin arbetstemperatur på mer än 10 keV (över 100 miljoner Celsius). I nuvarande tokamaker och andra magnetiska fusionsexperiment, bildas otillräcklig fusionsenergi för att upprätthålla plasmats temperatur, trots att många olika metoder har prövats.